# Institut Alfred-Wegener pour la recherche polaire et marine

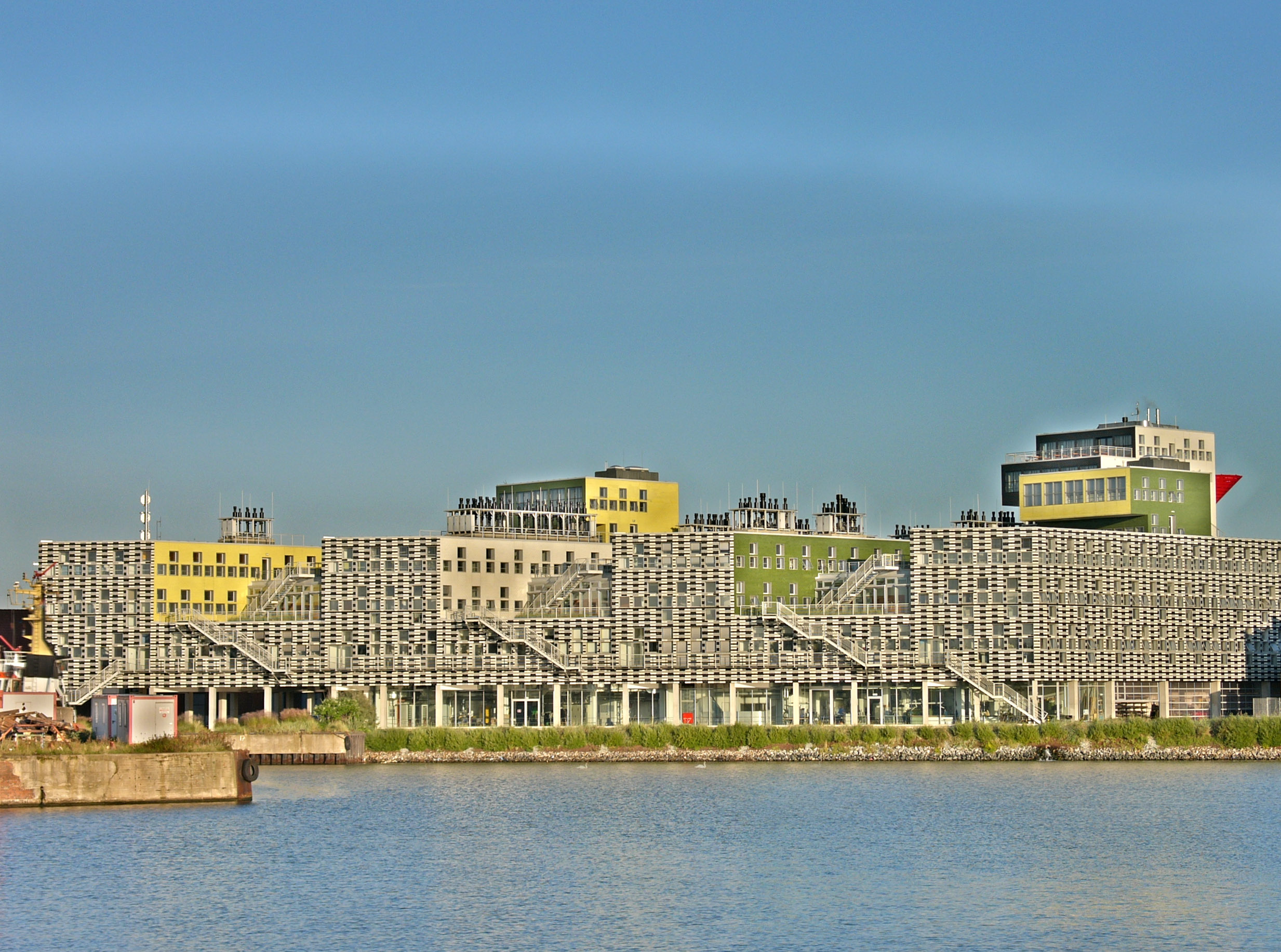
Extension construite en 2004, architectes Steidle & Partner.

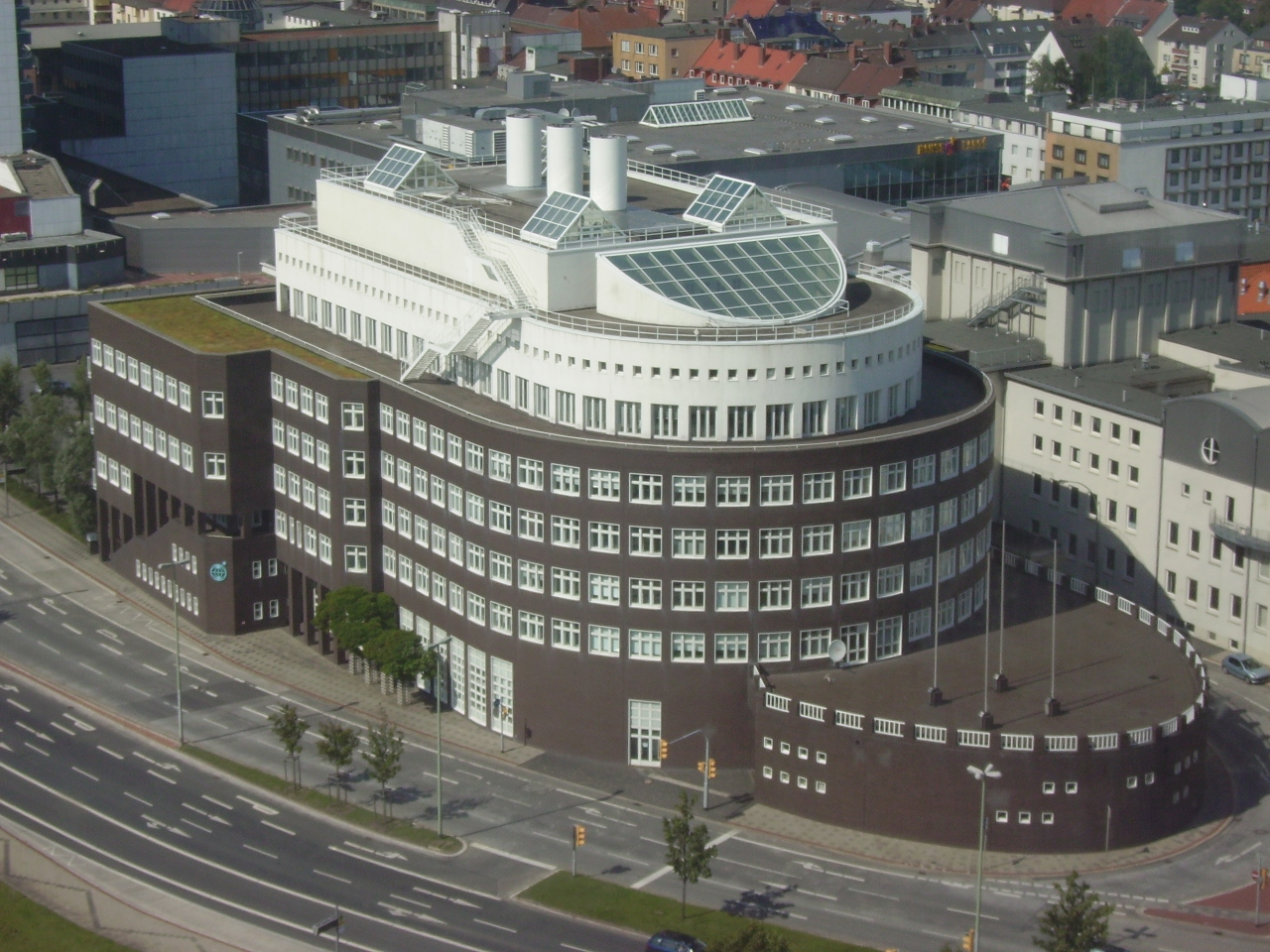
L'immeuble abritant l'institut Alfred-Wegener près du vieux port de Bremerhaven.

L'Institut Alfred-Wegener pour la recherche polaire et marine (Alfred-Wegener-Institut, Helmholtz-Zentrum für Polar- und Meeresforschung en allemand) est un institut scientifique situé à Bremerhaven, dans le nord de l'Allemagne. Il a été fondé en 1980, et nommé d'après le météorologue et climatologue Alfred Wegener (1880-1930).
Outre son site principal à Bremerhaven, l'institut a des stations de recherche en Arctique et en Antarctique, et dispose d'un navire de recherche, le FS Polarstern.

## Études
Des études de l'Institut sur le parc éolien de l'île de Borkum, construit de 2011 à 2013, indiquent que les fermes éoliennes seraient un environnement favorable pour les homards et permettraient l'installation d'une riche biodiversité qui s'installerait au pied des turbines marines,.

## Organisation
L’institut est organisé en quatre départements principaux :
- le département des systèmes climatiques, qui étudie les océans, la glace et l'atmosphère terrestre d'un point de vue d'un système physique et chimique ;
- le département des écosystèmes pélagiques, qui étudie l'écologie du plancton, particulièrement en observant la glace de mer et les plateaux marins ;
- le département des écosystèmes benthiques, qui étudie la biologie des fonds océaniques de différentes profondeurs ;
- le département des géosystèmes, qui étudie le développement climatique, spécialement celui révélé par les sédiments.

## Relations internationales
L'institut est membre de l’Université de l'Arctique. UArctic est un réseau international d’universités, d’instituts de recherche et d’organisations ayant pour but de promouvoir, coordonner et soutenir la recherche ainsi que l’éducation en régions arctiques.

## Liste des directeurs
- Gotthilf Hempel (en) (de 1981 à 1992)
- Max Tilzer (de) (de 1992 au 31 octobre 1997)
- Jörn Thiede (de) (du 1er novembre 1997 au 31 octobre 2007)
- Karin Lochte (en) (1er novembre 2007)
- Antje Boetius (1er novembre 2017)